# Бовт, Василий Афанасьевич
Василий Афанасьевич Бовт (12.12.1916—1949) — гвардии сержант Рабоче-крестьянской Красной Армии, участник Великой Отечественной войны, Герой Советского Союза (1946).

## Биография
Василий Бовт родился 12 декабря 1916 года в селе Васильевка Кокчетавский уезд (ныне — Сандыктауский район Акмолинской области Казахстана) в семье крестьянина. До призыва в армию проживал и работал в Барнауле. 23 июня 1943 года был призван на службу Барнаульским районным военным комиссариатом Алтайского края. С 24 марта 1944 года — на фронтах Великой Отечественной войны. Участвовал в боях на 3-м Украинском и 1-м Белорусском фронтах, освобождении Украины, Молдавии, Польши, боях в Германии. К апрелю 1945 года гвардии сержант Василий Бовт командовал пулемётным расчётом 180-го гвардейского стрелкового полка, 60-й гвардейской стрелковой дивизии, 32-го стрелкового корпуса, 5-й ударной армии, 1-го Белорусского фронта.
Особо отличился в апреле-мае 1945 года во время Берлинской операции. 19 апреля 1945 года, когда соседние с его подразделением части отошли и немецкие войска стали выходить к нему в тыл, он выбрал наиболее выгодную позицию для своего пулемёта и смог отбить три немецких контратаки. В ходе четвёртой контратаки Бовт подпустил группу вражеских солдат на расстояние 15-20 метров от своей позиции и забросал её гранатами, сумев тем самым удержать рубеж.
Указом Президиума Верховного Совета СССР от 15 мая 1946 года за «умелое выполнение боевых задач, отвагу и героизм, проявленные в боях за Берлин» гвардии сержант Василий Бовт был удостоен высокого звания Героя Советского Союза с вручением ордена Ленина и медали «Золотая Звезда» за номером 6966.
После окончания войны Бовт был демобилизован. Проживал и работал в городе Кизляре Дагестанской АССР. Умер 28 октября 1949 года, похоронен в Кизляре.
Был также награждён орденом Славы 3-й степени и рядом медалей.

## Память
В 2020 году именем В. А. Бовта была названа улица в посёлке Ленинкент г. Махачкала.